# Бибичева, Галина Михайловна
Галина Михайловна Бибичева (род. 1 февраля 1948, село Атирка, Омская область) — советская и российская певица (меццо-сопрано), народная артистка России (1995). 

## Биография
Родилась 1 февраля 1948 году в селе Атырка Тарского района Омской области. После окончания школы работала радиомонтажницей на одном из заводов Омска, занималась в вокальном кружке заводской художественной самодеятельности. Училась в музыкальном училище, которое закончила экстерном и перешла в Уральскую консерваторию.
Окончила Уральскую консерваторию в Свердловске (класс профессора З. В. Щёлоковой).
В 1978—2011 года была ведущей солисткой оперы Новосибирского театра оперы и балета. Выступала вместе с такими певцами как Валерий Егудин, Алексей Левицкий, Александр Прудник, Юрий Комов, Галина Яковлева, Лидия Сизенёва. За более чем 30 лет работы в театре исполнила около 30 партий. Гастролировала в Польше, Египте.

## Награды и премии
- Заслуженная артистка РСФСР (11.07.1989).
- Народный артист России (28.12.1995)[1].
- Благодарность Министерства культуры Российской Федерации (2010)[2].

## Партии в операх
- «Царская невеста» Н. Римского-Корсакова — Любаша
- «Борис Годунов» М. Мусоргского — Марина Мнишек, хозяйка корчмы, мамка
- «Трубадур» Дж. Верди — Амнерис
- «Севильский цирюльник» Дж. Россини — Берта
- «Пиковая дама» П. Чайковского — Полина, графиня
- «Горячий снег» А. Н. Холминова — Родина-мать
- «Катя Кабанова» Л. Яначека — Кабаниха
- «Винни-Пух» О. Петровой — Винни-Пух
- «Необычайное происшествие, или Ревизор» Г. Иванова — Марья Антоновна
- «Сказка о попе и о работнике его Балде» — поповна
- «Сказки Гофмана» Жака Оффенбаха — Баркарола
- «Князь Игорь» А. П. Бородина — Кончаковна